# TBSテレビ系列日曜夕方枠のアニメ
本項ではTBS制作、JNN系列全国ネットで日曜夕方枠にて放送の全日アニメ作品一覧（系列局制作作品は除く）について記述する。

## 歴史
1983年初夏、日曜17時枠にて『プラレス3四郎』より開始。その後『ビデオ戦士レザリオン』が放送されるが、オーディション番組『スターオーディション』の開始に伴い金曜夕方の再放送枠に移動。わずか2作でアニメ枠自体が撤廃された。
その後、2023年秋の改編でTBSは日曜16時30分から17時（JST）に「七つの大罪 黙示録の四騎士」を放送することを発表した。TBS制作による全国ネットアニメの放送枠は2019年7月に終了した「アニメサタデー630」以来4年3か月ぶりとなった。また当時間帯の後枠に放送されている毎日放送制作の日5枠と合わせて日曜夕方にアニメ番組が1時間連続で放送されることとなるのは初めての事となる。

## 歴代の番組

### 16時30分枠
| 番組名                               | 制作                                | 放送期間                       | 話数           | 備考 |
| ------------------------------------ | ----------------------------------- | ------------------------------ | -------------- | --- |
| 七つの大罪 黙示録の四騎士（第1期）   | テレコム・アニメーションフィルム    | 2023年10月8日 - 2024年3月31日  | 全24話         | BSでは地上波本放送後にBS-TBSにて放送。 11月12日は三井住友VISA太平洋マスターズ中継のため休止。 12月31日は年末年始の特別編成のため休止。   |
| 戦隊大失格 （1st season）            | Yostar Pictures                     | 2024年4月7日 - 6月30日         | 全12話         | BSではBS11にて放送。 5月5日は中日クラウンズ中継のため休止。 2nd seasonはCBCテレビ幹事・『アガルアニメ』枠にて放送。                      |
| 杖と剣のウィストリア（第1期）        | アクタス バンダイナムコピクチャーズ | 2024年7月7日 - 9月29日         | 全12話         | BSではBS日テレにて放送。 7月28日は特別番組を放送。                                                                                       |
| 七つの大罪 黙示録の四騎士（第2期）   | テレコム・アニメーションフィルム    | 2024年10月6日 - 12月29日       | 全12話         | 10月27日は『GO!スプラッシュ』（ボートレース中継）のため休止。 BSは地上波本放送後にBS-TBSにて放送。                                       |
| 地縛少年花子くん2（第1クール）       | Lerche （スタジオ雲雀）             | 2025年1月12日 - 3月30日        | 全12話         | 第1期は2020年1月期に『アニメリコ』枠で放送。 3月9日は『ダイキンオーキッドレディスゴルフトーナメント最終日』中継により17:00-17:30で放送。 |
| ウマ娘 シンデレラグレイ（第1クール） | CygamesPictures                     | 2025年4月6日 - 6月29日         | 全13話         | 正式開始時刻が16:30:30に変更（30秒繰り下げ） BSではBS11にて放送。 過去のシリーズは関西テレビ製作、東京都ではTOKYO MXにて放送。           |
| 地縛少年花子くん2（第2クール）       | Lerche （スタジオ雲雀）             | 2025年7月6日 - 9月28日（予定） | 第12話（予定） | |
| ウマ娘 シンデレラグレイ（第2クール） | CygamesPictures                     | 2025年10月5日（予定） -        | 全13話         | 正式開始時刻が16:30:30に変更（30秒繰り下げ） BSではBS11にて放送。 過去のシリーズは関西テレビ製作、東京都ではTOKYO MXにて放送。           |

### 17時枠
| 番組名                                                                    | 制作                         | 放送期間                     | 話数   | 備考                 |
| ------------------------------------------------------------------------- | ---------------------------- | ---------------------------- | ------ | -------------------- |
| プラレス3四郎                                                             | カナメプロダクション（協力） | 1983年6月5日 - 1984年2月26日 | 全37話 |                      |
| ビデオ戦士レザリオン                                                      | 東映動画                     | 1984年3月4日 - 1985年2月3日  | 全45話 |                      |
| まんがはじめて物語                                                        | ダックスインターナショナル   | 1985年2月10日 - 3月31日      | 全8話  | 再放送、つなぎ番組。 |
| 以降の毎日放送製作作品に関しては毎日放送制作日曜夕方5時枠のアニメを参照。 |                              |                              |        |                      |